# Грб Нидвалдена
Грб Нидвалдена је званични симбол швајцарског кантона Нидвалден. Грб датира из 1478, а задњу адаптацију је имао 1960. године.